# Untere Kugelbachalm
Die Untere Kugelbachalm ist eine Alm am Müllnerberg bei Bad Reichenhall.
Heute wird nicht mehr zwischen Oberer und Unterer Kugelbachalm unterschieden. Nur noch die Obere Kugelbachalm wird heute als Kugelbachalm bezeichnet. Auf der Unteren Kugelbachalm befindet sich heute der Kugelbachbauer, der „mit seiner Streuobstwiese [...] weniger an eine Alm als an eine Hausweide“ erinnert.

## Bauten
An der heutigen Gastwirtschaft des Kugelbachbauern findet sich die Jahreszahl 1827, was auf das Baujahr des Einfirsthofes hindeutet. Der aus Steinen gemauerte Wohnteil ist mit Bändern gegliedert und hat im Osten den Hauptzugang sowie eine Giebellaube. Der westlich angeschlossene Stallteil ist senkrecht verbrettert. An der Ostseite sowie an der nördlichen Traufseite befindet sich ein „heimeliger Grasgarten mit Gehölzen und Gartenmöbel für Besucher“.
Südlich des Bauernhauses befindet sich ein senkrecht verbretterter „Schupf“, der über eine Treppe erschlossen ist.

## Heutige Nutzung
Die Untere Kugelbachalm ist seit etwa 2010 nicht mehr mit Milchvieh bestoßen, auf der Almweide befinden sich die meiste Zeit im Jahr Pferde und einige Ziegen. Der Kugelbachbauer war bis etwa 2020 bewirtet und ein beliebtes Ausflugsziel.

## Lage
Die Untere Kugelbachalm und der Kugelbachbauer befinden sich auf einer Höhe von etwa 650 m ü. NN direkt an der Forststraße, die weiter zum Paul-Gruber-Haus und zur Oberen Kugelbachalm führt. Die Forststraße ist für den öffentlichen Verkehr gesperrt, Fußgänger legen die gut einen Kilometer lange Strecke vom Wanderparkplatz am Kugelbachweg in weniger als einer halben Stunde zurück. Ein weiterer Zugang führt vom Parkplatz am Seemösl beim Thumsee, vorbei am ehemaligen Brunnhaus Seebichl der Soleleitung von Bad Reichenhall nach Traunstein und entlang des Amerangbachls zur Unteren Kugelbachalm. Dieser Weg ist knapp zwei Kilometer lang.